# ГЕС Пало-Вьєхо
ГЕС Пало-Вьєхо (ісп. Palo Viejo) — гідроелектростанція у західній частині Гватемали, за сотню кілометрів на північний захід від столиці країни міста Гватемала. Використовує ресурс із річки Cotzal, лівої притоки Chixoy, яка, своєю чергою, є правою твірною Усумасінти (має устя на узбережжі Мексиканської затоки за дві сотні кілометрів на схід від Коацакоалькоса).
У межах проєкту звели чотири невеликі бетонні гравітаційні греблі, які не утворюють сховищ, а забезпечують відведення води до дериваційної системи:
- греблю на самій Cotzal висотою 9 метрів та довжиною 41 метр;
- на Chipal, правій притоці Cotzal, висотою 7 метрів та довжиною 16 метрів;
- на El Pegadio, ще одній правій притоці Cotzal, висотою 9 метрів та довжиною 20 метрів;
- на Desengano, притоці тільки що згаданої El Pegadio, висотою 10 та довжиною 16 метрів.

Від першої греблі до верхнього балансуючого резервуара по правобережжю Cotzal тягнеться дериваційний канал довжиною 17,3 км, який переходить над Chipal та El Pegadio за допомогою перекинутих над їхніми долинами водоводів — у першому випадку довжиною 0,24 км з діаметром 2 метри, у другому 0,16 км з діаметром 3 метри. У районі переходів захоплюють додатковий ресурс, поданий по каналах-відгалуженнях завдовжки 1,1 км та 1 км від гребель Chipal та Desengano/El Pegadio відповідно.
Верхній балансуючий резервуар має розміри 350 × 200 метрів при глибині 9 метрів та забезпечує об'єм у 343 тис. м3. Від нього ресурс потрапляє до прокладеного в тунелі водоводу довжиною 0,8 км з діаметром 2,8 метра, який переходить у напірний водовід довжиною 0,7 км з діаметром 2,6 метра.
Основне обладнання станції складають дві турбіни типу Френсіс потужністю по 42 МВт, які при напорі у 380 метрів повинні забезпечувати виробництво 370 млн кВт·год електроенергії на рік.
Відпрацьована вода потрапляє назад у Cotzal.
Видача продукції відбувається по ЛЕП, розрахованій на роботу під напругою 230 кВ.